# Formalismo
O termo formalismo descreve uma ênfase da forma sobre o conteúdo ou significado nas artes, literatura, religião, direito, filosofia, matemática entre outras áreas. Um praticante do formalismo é denominado formalista.

## Geral
Formalizar é descrever um processo, um objeto, um fenômeno, uma fórmula, etc, de tal forma que qualquer pessoa (todas) da área de conhecimento, independente da língua, etnia, religião, política, sexo, etc, possa entender o que está sendo descrito sem alguma dualidade de interpretação.
Ex.: Em computação ferramentas formais são: matemática, expressões regulares, autômatos finitos e determinísticos, gramáticas e variações e associações destas.

## Religião
O formalismo na religião cristã significa uma ênfase no ritual e observância, acima do seu significado.
Tem o devido conhecimento religioso, não peca, através da prostituição e nem busca mais a idolatria, como na antiga aliança; como Israel sempre fazia, sempre se distanciando de Deus, deixando esta prática somente após o exílio da Babilônia, no Novo Testamento não buscam mais esta prática, porém tornaram-se formalistas com conhecimento, porém sem poder, sem a verdadeira comunhão, realizando cultos mecanizados, isto é, padrão sem fugir do seu ritmo.

## Leis
O formalismo é uma escola de pensamento em lei e jurisprudência a qual assume que a lei é um sistema de regras que pode determinar o desfecho de qualquer caso, sem referenciar-se a normas externas. Por exemplo, o formalismo inspira a crítica comumente ouvida de que "os juízes deveriam aplicar a lei, não fazê-la". Para a escola rival do formalismo, o realismo legal, esta crítica é incoerente, visto que o realismo legal assume que, pelo menos em casos complexos, toda a aplicação da lei exige que o juiz faça referências a fontes externas (isto é, não-legais), tais como a concepção de justiça do juiz, ou normas comerciais.

## Crítica
Em geral, no estudo das artes e literatura, formalismo se refere a um estilo de crítica que se concentra nas técnicas artísticas e literárias per se, separadas do contexto social e histórico da obra. 

### Crítica de arte
Esteticamente falando, o formalismo é o conceito de que tudo que é necessário numa obra de arte está contida nela. O contexto da obra, inclusive o motivo de sua criação, o pano-de-fundo histórico e a vida do artista, não é considerado significativo. Exemplos de teóricos formalistas: Clive Bell, Jerome Stolnitz e Edward Bullough.

### Crítica literária
Em discussões contemporâneas de teoria literária, a escola crítica de I. A. Richards e seus seguidores (a Nova Crítica, tem por vezes sido rotulada de "formalista". A abordagem formalista, neste sentido, é uma continuação de aspectos da retórica clássica.
O formalismo russo foi uma escola do século XX baseada na Europa Oriental, com raízes nos estudos lingüísticos e em pesquisas sobre contos de fadas, nos quais o conteúdo é visto como secundário, já que o conto é a forma, a princesa é a princesa de contos de fadas.